# Астана (радио)
Радио «Астана́» — информационно-музыкальная радиостанция. Начало вещания — 19 января 1999 года на частоте 101.4 FM с объёмом вещания 18 часов. С 1 октября 2012 года вещание переведено в новый медиацентр «Қазмедиа орталығы» в Нур-Султане. Входит в состав АО РТРК «Казахстан».

## История
19 января 1999 года состоялся первый выход в эфир радио «Астана» на частоте 101.4 FM с объёмом вещания 18 часов. Радиостанции работает под девизом «С любовью в каждый дом», позывные радио знакомы каждому жителю столицы.
С 1 февраля 2003 года радиостанция работает на современном цифровом оборудовании.

## Эфирная политика
Радио «Астана» — одна из первых радиостанций Казахстана, включившая в ночную эфирную сетку профессиональную клубную музыку. Примечательно, что редакционная политика радиостанции предполагает ежедневное приглашение известных диджеев Казахстана для управления эфиром, несмотря на квазигосударственное происхождение станции.
Особенность контента радиостанции заключается в том, что в светлое время суток радио вещает популярную музыку казахстанских исполнителей, проигрывает старые записи казахской народной музыки из гос.архивов, в том числе инструментальной, а в ночное время выпускает в эфир прогрессивную клубную музыку, показывая достаточно высокий уровень подбора музыкальных треков (программы «Set in Session» и «Станция „Столичная“»).

## Методы вещания
Радио «Астана» вещает на частоте 101.4 FM.
Также Радио «Астана» проводит потоковое (стримовое, онлайн) интернет-вещание с шириной полосы от 32 до 128 Кб/с., а с 2011 года радиостанция вещает и посредством спутника.

## Аудитория
Ежедневная аудитория радиостанции в Астане и области составляет приблизительно 475 тыс. человек.
Потенциальная аудитория слушателей составляет около 1 млн человек.

## Награды
- Благодарность Президента Республики Казахстан в области средств массовой информации (24 июня 2022 года) — за вклад в развитие отечественного радио[1].
- Премия «Алтын Жулдыз» за лучшие информационные блоки в 1999 и 2003 годах, лучшая радиостанция Астаны в 2006 г.

## Передачи
- «В десяточку!»
- «За чашкой кофе»
- «Н2А шоу»
- «Астана-Байтерек»
- «Большая перемена»
- «Ел мен жер»
- «Казахстан плюс»
- «Культурное наследие»
- «Курсор»
- «Медицина для всех»
- «Казахстанский путь»
- «Путь к успеху»
- «Экономическая зона»
- «Перед законом»
- «Позиция»
- «10 минут с Парламентом»
- «Инновации. KZ»
- «Собеседник»
- «Социальный рейтинг»
- «Set in session»
- «Станция „Столичная“»